# Божикувка
Божикувка (пол. Borzykówka) — село в Польщі, у гміні Житно Радомщанського повіту Лодзинського воєводства.
Населення — 155 осіб (2011).
У 1975—1998 роках село належало до Ченстоховського воєводства.

## Демографія
Демографічна структура станом на 31 березня 2011 року:
|          | Загалом | Допрацездатний вік | Працездатний вік | Постпрацездатний вік |
| -------- | ------- | ------------------ | ---------------- | -------------------- |
| Чоловіки | 91      | 26                 | 55               | 10                   |
| Жінки    | 64      | 12                 | 38               | 14                   |
| Разом    | 155     | 38                 | 93               | 24                   |